# Farligt affald
Farligt affald er affald, der anses at have en negativ indvirkning på det omkringværende miljø. Farligt affald defineres ved bekendtgørelse nr. 1634 af 13. december 2006 om affald (affaldsbekendtgørelsen).
Falder et affaldsprodukt inden for definitionen af farligt affald, indebærer det en pligt til at håndtere og bortskaffe affaldet efter særlige retningslinjer som nærmere beskrevet i bekendtgørelsen.
Affaldsbekendtgørelsen pålægger kommunalbestyrelserne at etablere indsamlingsordninger gældende for mindre mængder af farligt affald, herunder farligt affald fra husholdningerne. Borgere, grundejere, virksomheder, offentlige og private institutioner er forpligtet til at benytte de indsamlingsordninger, der fastsættes af kommunalbestyrelsen.
Landets modtagestationer har stor viden om transportregler, emballager til farligt affald. Der indsamles spildolie, opløsningsmidler, malingsaffald, syrer og baser, pesticider og andet miljøaffald. Det indsamlede affald sendes til oparbejdning, recirkulering, forbrænding eller deponering i Danmark eller udlandet.